# ぺこぱのオールナイトニッポンシリーズ
『ぺこぱのオールナイトニッポンシリーズ』（ぺこぱのオールナイトニッポンシリーズ）は、ニッポン放送をキーステーションに放送されていたラジオ番組。開始時は木曜X枠にて『ぺこぱのオールナイトニッポンX』（ぺこぱのオールナイトニッポンクロス）として2021年4月2日（4月1日深夜）から2022年4月1日（3月31日深夜）まで、2022年4月6日（5日深夜）からは火曜2部『ぺこぱのオールナイトニッポン0(ZERO)』が2023年3月29日（3月28日深夜）まで放送されていた。
お笑いコンビのぺこぱ（シュウペイ、松陰寺太勇）がパーソナリティを務める。

## 概要
2020年4月25日放送の「オールナイトニッポン0(ZERO)」を経て、新たに立ち上げられた「オールナイトニッポンX」の木曜日のパーソナリティーに抜擢された。
番組冒頭では2人とも本名を付した自己紹介を行い、「全肯定漫才」の芸風とは異なる「松井勇太と成田秀平」として素の姿を押し出している。これについて、本番組の作家の畠山健は「『ぺこぱのオールナイトニッポンX』を始める際に、僕からふたりに提案しました。リスナーは、テレビで「時を戻そう!」って言ってる人が、実はどんな人なのかに興味があると思うんですよね。「シュウペイでーす!」ってやってる人が、実はちょっと暗かったりしたらおもしろいじゃないですか。」と述べている。さらに、「以前、別のキャラ芸人の方を担当した時も同じように提案したんですけど、「まだ不安だから」と言われて、半分半分でやったんですよ。最初はキャラでやって、途中で降りて、また戻るみたいな。だけど、構成が複雑すぎたのか、あまりうまくいかなくて。そのときの申し訳ない気持ちもあって、ぺこぱに関しては最初から松陰寺太勇とシュウペイが出ない「松井さんと成田さんの番組ですよ」という形式にしたら、ふたりも賛同してくれて。」とも話している。
リスナーの名称は『ぐりーんまん』。これは2021年7月9日の放送で決定したもので、シュウペイがInstagramのストーリーズにウド鈴木との写真を載せた際のBGMに設定した、ポケットビスケッツ「GREEN MAN」から来ているという。
ニッポン放送Podcast Stationといったポッドキャストで過去の放送の配信も実施している。
2022年3月9日に行われた同年度の『オールナイトニッポン0 パーソナリティ発表記者会見』にぺこぱが登壇し、同年4月改編をもって火曜0枠に移籍することが発表された。
2023年3月1日（2月28日深夜）放送分のエンディングにて、同年3月29日（28日深夜）で番組が終了することが発表された。

## 放送時間
- X枠：金曜日 0:00 - 0:58（木曜日深夜）[注 1]
- 0枠：水曜日 3:00 - 4:30（火曜日深夜）

## パーソナリティ
- ぺこぱ（シュウペイ、松陰寺太勇）[8]

## 終了したコーナー
チャンス
『クイズ！松陰寺さ〜ん！』に代わるまで放送された、日本赤十字社とのタッグコーナー。「テストで赤点取った。親に何と言おう…。トークで挽回するチャンスだ!」というように日常の様々な状況をどんなチャンスととらえるかを募集するコーナー。毎週、最優秀賞にはサイン入りの『毎日ぺこぱ2』をプレゼントしていた。また『クイズ！松陰寺さ〜ん！』同様、公式YouTubeで放送の様子が配信された。
クイズ！松陰寺さ〜ん！
日本赤十字社とタッグを組んだコーナー。リスナーが抱えているお悩みと、それに対する松陰寺の回答予想を募集するコーナー。毎週、最優秀賞にはサイン入りの『キャンペーンオリジナルワイヤレススピーカー』をプレゼントしている。このコーナーは公式YouTubeで放送の様子を配信している。
俺の唄を聴いてくれ！
ポケットビスケッツ『GREEN MAN』のAメロの歌詞のように、リスナーの子供の頃の話を募集するコーナー。
俺の応援歌
千葉ロッテマリーンズの二軍ヘッド兼打撃コーチの福浦和也の応援歌の歌詞を「応援したい何か」にアレンジして送ってもらう。新コーナー発足により休止中であったが、2023年3月14日放送分で終了した。
ピーピピッピッピー（イントロ）波はジェットコースター♪
リスナー自身がワクワクすることを送ってもらい、シュウペイがリスナーから送ってもらったワクワクすることを曲の合間に紹介する。
コーナータイトルはシュウペイの好きなKinKi Kidsの楽曲「ジェットコースター・ロマンス」のイントロ（サンバホイッスルの音）と歌い出しから取られたもので、通称は「KinKi Kids最高」（コーナーメールの件名としても使用）。新コーナー発足により休止中であったが、2023年3月14日放送分で終了した。
あらびきポークフランクください！！！！！
シュウペイのウインナーが大好きというエピソードから生まれたコーナー。リスナーが目撃した『あらびきポークフランクください』の場面を募集する。
ランジャタイ伊藤
お笑いコンビランジャタイのツッコミ担当伊藤さんのツッコミフレーズを募集し、ぺこぱの２人がどんなネタなのか妄想するコーナー。
ゆる大喜利
「コナミスポーツクラブ」とのタイアップコーナー。リスナーからお題に沿った「ゆるい」回答を募集する。
ギャル男はピュアっしょ！
「シチュエーション」と「ピュアなギャル男のセリフ」を募集し、ギャルサー作りを目論むシュウペイが読み上げるコーナー。
箇条書きモーニングムーン
松陰寺が好きな曲であるCHAGE and ASKAの楽曲『モーニングムーン』に合うようなシチュエーションをリスナーから募集するコーナー。
僕はこの瞳で大嘘をつく
「箇条書きモーニングムーン」の後継コーナー。同じくCHAGE and ASKAの『僕はこの瞳で嘘をつく』に合う、本当っぽい嘘を募集し紹介する。
両コーナーとも曲（「モーニングムーン」「僕はこの瞳で嘘をつく」）を流す際は、松陰寺が手元のiPadを操作して流している。
子供のころHELL
リスナーから幼少の頃の『地獄体験』を募集するコーナー。「地獄」と括っているがあくまで番組内で読めるような内容で募集した結果、あまり面白いメールが集まらず、早々に終了した。
サプライズメンバー
「JFA Passport」とのタイアップコーナー。リスナーから各ジャンルの「日本代表」を募集する。
闘ってもらっていいですか？
格闘家・朝倉未来がSPアドバイザーを務める『BREAKING DOWN』。そのオーディションに登場しそうなヤバくて強そうな不良を募集するコーナー。2023年2月28日放送分にて終了。
ぺこぱの映像ありき対決
HAKUNA Liveのアフタートーク内で行われていたコーナー。リスナーから募集した対決案を元に、ぺこぱの二人が対決する。勝敗の判定は番組スタッフによる挙手制。終始、シュウペイが勝利していたが、最後の対決では松井が勝利。2023年3月29日放送分で終了。

## ゲスト及びその他の出演者
X枠
- 2021年6月18日（17日深夜） - ミルクボーイ
- 2021年9月10日（9日深夜） - ウド鈴木（キャイ～ン）
- 2021年10月22日（21日深夜） - 虹の黄昏、ウエストランド、スルメ
- 2021年12月17日（16日深夜） - EXIT（兼近大樹・りんたろー。）
- 2022年1月6日（7日深夜） - スルメ
- 2022年1月27日（28日深夜） - 金川紗耶、佐藤璃果（乃木坂46）
- 2022年3月3日（4日深夜） - ランジャタイ

0枠
- 2022年4月20日（19日深夜）・7月20日（19日深夜） - TAIGA
- 2022年6月15日（14日深夜） - モモコグミカンパニー、ハシヤスメアツコ（BiSH）
- 2022年7月19日（20日深夜） - TAIGA
- 2022年8月9日（10日深夜） - オズワルド
- 2022年8月31日（30日深夜） - 布川ひろき（トム・ブラウン）、秋山寛貴（ハナコ）
- 2022年10月18日（19日深夜） - クロちゃん（安田大サーカス）
- 2022年11月22日（23日深夜） - モグライダー
- 2022年12月20日（21日深夜） - 古賀シュウ、JP
- 2023年1月11日（10日深夜）- 堀内健（ネプチューン）、出川哲朗

- 2023年3月21日（22日深夜）- ヤーレンズ、ゆってぃ、スルメ[注 4]

## 放送休止事例（代理番組）
- 2021年12月31日（30日深夜） - 木村昴
- 2022年9月14日（13日深夜） - どんぐりず

## テーマ曲・BGM
X時代
- オープニング：Bitter Sweet Samba -Ayase Remix-
- エンディング：KinKi Kids「全部抱きしめて」（シュウペイ選曲）

0時代
- オープニング：SMAP「オリジナル スマイル」（シュウペイ選曲）
- エンディング：Herb Alpert & The Tijuana Brass「BITTERSWEET SAMBA」

CMフィラー
- 全てシュウペイによる選曲。
  - TOKIO「AMBITIOUS JAPAN!」
  - ジャニーズWEST「しらんけど」
  - KinKi Kids「薄荷キャンディー」
  - Kis-My-Ft2「SHE! HER! HER!」
  - SMAP「がんばりましょう」
  - 嵐「感謝カンゲキ雨嵐」

## スタッフ

### 現在

#### 0時代
2022年4月現在
- ディレクター：舟崎彩乃
- 放送作家：畠山健、高垣雄海（ともにX時代から続投）

- ミキサー：松岡
- AD：

### 過去

#### X時代
- ディレクター：野上大貴
- AD：落合凌大
- ミキサー：若林千真